# Gotó Micsi
Gotó Micsi (後藤 三知; Hepburn: Goto Michi) (Szuzuka, 1990. július 27. –) japán válogatott labdarúgó.

## Klub
A labdarúgást a Urawa Reds csapatában kezdte. 2009 és 2016 között a Urawa Reds csapatában játszott. 2014-ben a liga legértékesebb játékosának választották. 140 bajnoki mérkőzésen lépett pályára és 28 gólt szerzett. 2017-ben a Real Sociedad csapatához szerződött.

## Nemzeti válogatott
A japán U20-as válogatott tagjaként részt vett a 2008-as és a 2010-es U20-as világbajnokságon.
2008-ban debütált a japán válogatottban. A japán válogatott tagjaként részt vett a 2008-as és a 2014-es Ázsia-kupán. A japán válogatottban 7 mérkőzést játszott.

## Statisztika
| Japán válogatott | Japán válogatott | Japán válogatott |
| Időszak          | Mérk.            | gól              |
| ---------------- | ---------------- | ---------------- |
| 2008             | 2                | 2                |
| 2009             | 0                | 0                |
| 2010             | 0                | 0                |
| 2011             | 0                | 0                |
| 2012             | 0                | 0                |
| 2013             | 1                | 0                |
| 2014             | 4                | 0                |
| Összesen         | 7                | 2                |

## Sikerei, díjai
Japán válogatott
- Ázsia-kupa:  Arany; 2014,  Bronz; 2008

Klub
- Japán bajnokság: 2009, 2014

Egyéni
- Az év Japán játékosa: 2014